# Żupania osijecko-barańska
Żupania osijecko-barańska (chorw. Osječko-baranjska županija) – komitat w Chorwacji położony w północno-wschodniej Slawonii i Baranii. Jego stolicą jest Osijek. W 2011 roku liczył 305 032 mieszkańców.

## Podział administracyjny
Żupania osijecko-barańska jest podzielona na następujące jednostki administracyjne:

- miasto Osijek
- miasto Beli Manastir
- miasto Belišće
- miasto Donji Miholjac
- miasto Đakovo
- miasto Našice
- miasto Valpovo
- gmina Antunovac
- gmina Bilje
- gmina Bizovac
- gmina Čeminac
- gmina Čepin
- gmina Darda
- gmina Donja Motičina
- gmina Draž
- gmina Drenje
- gmina Đurđenovac
- gmina Erdut
- gmina Ernestinovo
- gmina Feričanci
- gmina Gorjani
- gmina Jagodnjak
- gmina Kneževi Vinogradi
- gmina Koška
- gmina Levanjska Varoš
- gmina Magadenovac
- gmina Marijanci
- gmina Petlovac
- gmina Petrijevci
- gmina Podgorač
- gmina Podravska Moslavina
- gmina Popovac
- gmina Punitovci
- gmina Satnica Đakovačka
- gmina Semeljci
- gmina Strizivojna
- gmina Šodolovci
- gmina Trnava
- gmina Viljevo
- gmina Viškovci
- gmina Vladislavci
- gmina Vuka